# Чжан Чоньяо
Чжан Чоньяо (кит.: 张 崇瑶; нар. 26 листопада 1985, Пекін) — китайський борець вільного стилю, дворазовий срібний та дворазовий бронзовий призер чемпіонатів Азії, учасник Олімпійських ігор.

## Життєпис
Боротьбою почав займатися з 1996 року.
Виступав за Пекінський борцівський клуб. Тренер — Ліян Деджин.

## Спортивні результати на міжнародних змаганнях

### Виступи на Олімпіадах
| Змагання                    | Збірна | Вагова категорія          | Місце |
| --------------------------- | ------ | ------------------------- | ----- |
| Літні Олімпійські ігри 2012 | Китай  | вільна боротьба, до 74 кг | 16    |

На літніх Олімпійських іграх 2012 року в Лондоні провів один поєдинок, в якому поступився угорському борцю Габору Хатошу, який став бронзовим призером цієї Олімпіади.

### Виступи на Чемпіонатах світу
| Змагання                        | Збірна | Вагова категорія          | Місце |
| ------------------------------- | ------ | ------------------------- | ----- |
| Чемпіонат світу з боротьби 2010 | КНР    | вільна боротьба, до 74 кг | 24    |
| Чемпіонат світу з боротьби 2011 | КНР    | вільна боротьба, до 74 кг | 9     |
| Чемпіонат світу з боротьби 2013 | КНР    | вільна боротьба, до 74 кг | 17    |
| Чемпіонат світу з боротьби 2015 | КНР    | вільна боротьба, до 74 кг | 32    |

### Виступи на Чемпіонатах Азії
| Змагання                       | Збірна | Вагова категорія          | Місце  |
| ------------------------------ | ------ | ------------------------- | ------ |
| Чемпіонат Азії з боротьби 2011 | КНР    | вільна боротьба, до 74 кг | Срібло |
| Чемпіонат Азії з боротьби 2012 | КНР    | вільна боротьба, до 74 кг | Бронза |
| Чемпіонат Азії з боротьби 2013 | КНР    | вільна боротьба, до 74 кг | Срібло |
| Чемпіонат Азії з боротьби 2014 | КНР    | вільна боротьба, до 74 кг | 5      |
| Чемпіонат Азії з боротьби 2015 | КНР    | вільна боротьба, до 74 кг | 10     |
| Чемпіонат Азії з боротьби 2017 | КНР    | вільна боротьба, до 74 кг | Бронза |
| Чемпіонат Азії з боротьби 2018 | КНР    | вільна боротьба, до 74 кг | 11     |

### Виступи на Азійських іграх
| Змагання           | Збірна | Вагова категорія          | Місце |
| ------------------ | ------ | ------------------------- | ----- |
| Азійські ігри 2010 | КНР    | вільна боротьба, до 74 кг | 12    |
| Азійські ігри 2014 | КНР    | вільна боротьба, до 74 кг | 7     |

### Виступи на інших змаганнях
| Змагання                                                         | Збірна | Вагова категорія          | Місце  |
| ---------------------------------------------------------------- | ------ | ------------------------- | ------ |
| Гран-прі Німеччини з боротьби 2007                               | КНР    | вільна боротьба, до 66 кг | 11     |
| Тестовий турнір FILA 2011                                        | КНР    | вільна боротьба, до 74 кг | Бронза |
| Олімпійський кваліфікаційний турнір з боротьби 2012 (Астана)     | КНР    | вільна боротьба, до 74 кг | Бронза |
| Олімпійський кваліфікаційний турнір з боротьби 2012 (Тайюань)    | КНР    | вільна боротьба, до 74 кг | Бронза |
| Міжнародний меморіал Дейва Шульца 2014                           | КНР    | вільна боротьба, до 74 кг | 5      |
| Гран-прі Іспанії з боротьби 2015                                 | КНР    | вільна боротьба, до 74 кг | Бронза |
| Меморіал Вацлава Циолковського 2015                              | КНР    | вільна боротьба, до 74 кг | 14     |
| Олімпійський кваліфікаційний турнір з боротьби 2016 (Улан-Батор) | КНР    | вільна боротьба, до 74 кг | 20     |
| Олімпійський кваліфікаційний турнір з боротьби 2016 (Стамбул)    | КНР    | вільна боротьба, до 74 кг | 14     |